# Severna renesansa
Severna renesansa je bilo umetnostno in kulturno gibanje, ki se je odvijalo v Evropi severno od Alp oz. izven Italije. Pred 1497 je italijanski renesančni humanizem imel le malo vpliva zunaj Italije. Od konca 15. stoletja so se njegove ideje razširile po Evropi. To je vplivalo na nemško renesanso, francosko renesanso, angleško renesanso, renesanso v Nizozemskih deželah, poljsko renesanso in druga nacionalna in lokalna gibanja, vsako z različnimi značilnostmi in močmi.
V Francijo je kralj Franc I. Francoski uvažal italijansko umetnost, dajal naročila italijanskim umetnikom (vključno z Leonardom da Vincijem) in z velikimi stroški gradil velike palače, s katerimi se začenja francoska renesansa. Trgovina in prodaja v mestih, kot sta Brugge v 15. stoletju in Antwerpen v 16. je povečala kulturno izmenjavo med Italijo in Nizozemskimi deželami, vendar so v umetnosti in zlasti v arhitekturi, poznogotski vplivi ostali prisotni vse do prihoda baroka, čeprav so slikarji vse bolj črpali iz italijanskih modelov .
Univerze in tiskana knjiga so pomagale širiti duh obdobja skozi Francijo, Nizozemske dežele in Sveto rimsko cesarstvo, nato pa v Skandinavijo in na koncu do konca 16. stoletja v Anglijo. Na pisatelje in humaniste, kot sta Rabelais, Pierre de Ronsard in Erazem Roterdamski, je močno vplival italijanski renesančni model in so bili del istega intelektualnega gibanja. V času angleške renesanse (ki se je prekrivala z elizabetinskim obdobjem so pisci, kot so William Shakespeare in Christopher Marlowe, sestavljali dela trajnega vpliva. Renesanso so na Poljsko prinesli umetniki iz Firenc in Nizozemskih dežel, ki so začeli s poljsko renesanso.
Na nekaterih območjih je bila severna renesansa drugačna od italijanske v njeni centralizaciji politične moči. Medtem ko so v Italiji in Nemčiji prevladovale neodvisne mestne države, so v večini Evrope začele nastajati nacionalne države ali celo zveze držav. Severna renesansa je bila tesno povezana tudi s protestantsko reformacijo, kar je povzročilo dolg niz notranjih in zunanjih konfliktov med različnimi protestantskimi skupinami in rimskokatoliško cerkvijo, ki je imela trajne učinke.

## Pregled
Fevdalizem je prevladoval v Evropi tisoč let, vendar se je na začetku renesanse zmanjševal. Razlogi za to so bili okolje po končanju kuge, naraščajoča uporaba denarja in zemljišča kot sredstva izmenjave, naraščajoče število podložnikov, ki so živeli kot svobodni ljudje, oblikovanje nacionalnih držav z monarhi, ki so se zanimali za zmanjšanje moči fevdalnih držav lordov, naraščajoča neuporabnost fevdalnih vojsk pred novo vojaško tehnologijo (kot je smodnik) in splošno povečanje kmetijske produktivnosti zaradi izboljšanja kmetijske tehnologije in metod. Kot v Italiji je upad fevdalizma odprl pot kulturnim, družbenim in gospodarskim spremembam, povezanim z renesanso v Evropi.
In končno, renesanso v Evropi bi lahko ogrozilo tudi slabljenje rimskokatoliške cerkve. Počasno propadanje fevdalizma je oslabilo dolgoletno politiko, v kateri so cerkveni uradniki pomagali obdržati prebivalstvo dvorov pod nadzorom v zameno za davek. Zato se je v začetku 15. stoletja pojavilo veliko sekularnih institucij in prepričanj. Med najpomembnejšimi je bil humanizem, ki je postavil filozofske podlage za veliko renesančne umetnosti, glasbe in znanosti. Erazem je bil, na primer, pomemben pri širjenju humanističnih idej na severu in je bil osrednja osebnost na stičišču klasičnega humanizma in vse večjih verskih vprašanj. Oblike umetniškega izražanja, ki bi jih cerkev pred stoletjem prepovedala, so v nekaterih krogih dopuščali ali celo spodbujali.
Hitrost prenosa renesanse po Evropi se lahko pripiše tudi izumu tiskarskega stroja. Njegova moč za razširjanje informacij je okrepila znanstvene raziskave, razširila politične zamisli in na splošno vplivala na potek renesanse v severni Evropi. Tako kot v Italiji je tiskanje povečalo razpoložljivost knjig, napisanih v različnih jezikih narodov in objavo novih in starodavnih klasičnih besedil v grščini in latinščini. Poleg tega je Sveto pismo postalo široko dostopno v prevodih, dejavnik, ki se pogosto pripisuje širjenju protestantske reformacije.

## Doba odkritij
Eden najpomembnejših tehnoloških dosežkov renesanse je bil izum karavele. Ta kombinacija evropskih in severnoafriških tehnologij za gradnjo ladij je prvič omogočila obsežno trgovino in potovanja po Atlantiku. Medtem ko so jo prve predstavile italijanske države in zgodnji kapitani, kot so Giovanni Caboto, Giovanni da Verrazzano in Krištof Kolumb, ki so bili italijanski raziskovalci, je razvoj končal vodilno vlogo severne Italije kot trgovskega križišča Evrope. Premoženje in moč sta se premaknila proti zahodu v Španijo|, [[Portugalska|Portugalsko], Francijo, Anglijo in Nizozemsko. Vse te države so začele obsežno trgovati z Afriko in Azijo, v Amerikah pa so se začele obsežne dejavnosti kolonizacije. To obdobje raziskovanj in širjenja je postalo znano kot obdobje velikih geografskih odkritij. Sčasoma se je evropska moč razširila po vsem svetu.

## Umetnost
Podrobnejši realizem staronizozemskega slikarstva, ki sta ga vodila Robert Campin in Jan van Eyck v letih 1420 in 1430, danes velja za začetek zgodnje severne renesanse v slikarstvu. Ta podroben realizem je bil v Italiji zelo spoštovan, vendar je bil na severu le malo vzajemnega vpliva do konca 15. stoletja . Kljub pogostim kulturnim in umetniškim izmenjavam so Antwerpenski manieristi (1500–1530), ki se kronološko prekrivajo z italijanskim manierizmom, so bili med prvimi umetniki v Nizozemskih deželah, ki so jasno odražali italijanski formalni razvoj.
Približno v istem času je Albrecht Dürer opravil dve potovanji v Italijo, kjer so zelo občudovali njegove grafike. Dürer je bil pod vplivom umetnosti, ki jo je tam videl in bil zato eden prvih slikarjev severne visoke renesanse. Drugi pomembni severni slikarji, kot sta Hans Holbein starejši in Jean Fouquet, so ohranili gotski vpliv, ki je bil še vedno priljubljen na severu, medtem ko so zelo individualistični umetniki, kot sta Hieronymus Bosch in Pieter Bruegel starejši, razvili sloge, ki so jih posnemali številni poznejši rodovi. Kasneje v 16. stoletju so severni slikarji vse bolj gledali in potovali v Rim in postali znani kot romanisti. Visoko renesančna umetnost Michelangela in Rafaela ter pozno renesančne stilistične težnje manierizma, ki so bile v modi, je imelo velik vpliv na njihovo delo.
Renesančni humanizem in veliko število ohranjenih klasičnih umetniških del in spomenikov je spodbudilo številne italijanske slikarje, da bolj odkrivajo grško-rimske teme kot severni umetniki, prav tako pa so znani nemški in nizozemski slikarji iz 15. stoletja po navadi religiozni. V 16. stoletju so mitološke in druge teme iz zgodovine postale bolj enotne med severnimi in italijanskimi umetniki. Slikarji severne renesanse pa so imeli novo tematiko, kot sta krajinsko in žanrsko slikarstvo.
Ker so se renesančni umetnostni slogi gibali po severni Evropi, so se spremenili in prilagodili lokalnim običajem. V Angliji in na severu Nizozemske je reformacija skoraj povsem končala versko slikarstvo. Kljub številnim zelo talentiranim umetnikom Tudorjevskega dvora v Angliji, se je portretno slikarstvo počasi širilo iz elite. V Franciji so Fontainebleauško šolo začeli Italijani, kot je Rosso Fiorentino v najnovejšem manierističnem slogu, vendar je uspela vzpostaviti trajen nacionalni slog. Do konca 16. stoletja so se umetniki, kot sta Karel van Mander in Hendrik Goltzius, zbirali v Haarlemu v kratki, a intenzivni fazi severnega manierizma, ki se je razširila tudi na Flandrijo.

## Renesansa
Renesansa je eno najbolj zanimivih in spornih obdobij evropske zgodovine. Mnogi znanstveniki jo vidijo kot edinstven čas z lastnimi značilnostmi. Druga skupina gleda na renesanso kot prva dva do tri stoletja večjega obdobja v evropski zgodovini, ki se običajno imenuje zgodnja moderna Evropa, ki se je začela v poznem petnajstem stoletju in končala na predvečer francoske revolucije (1789) ali ob koncu Napoleonovega obdobja (1815). Nekateri socialni zgodovinarji v celoti zavračajo koncept renesanse. Zgodovinarji tudi razpravljajo o tem, koliko se je renesansa razlikovala od srednjega veka in ali je bila začetek modernega sveta, čeprav definiran.